# Brejo Fundeiro

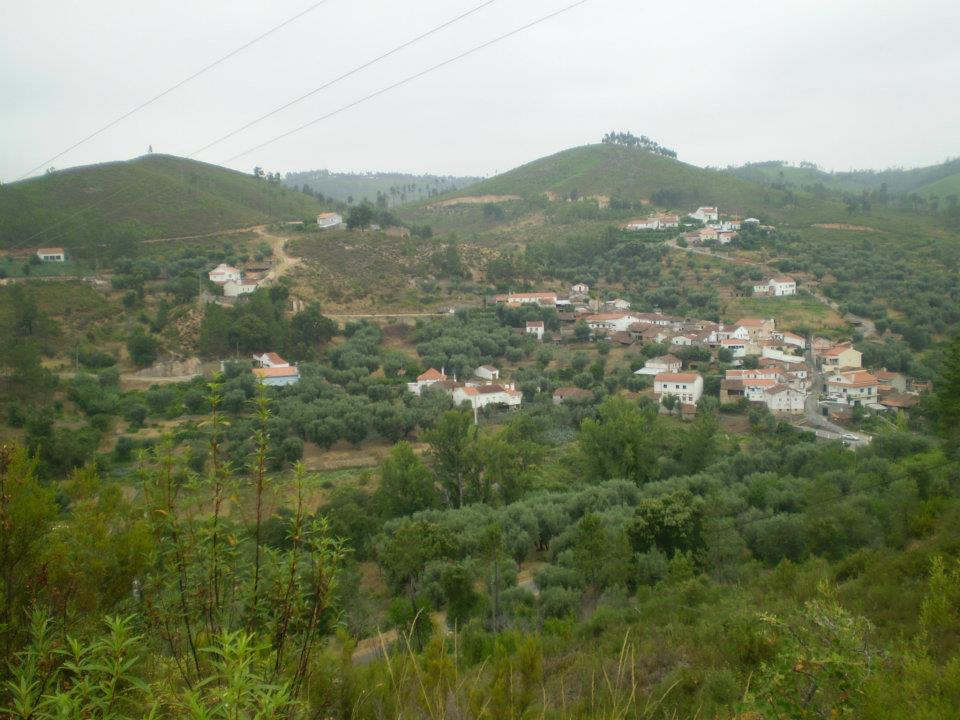
Aldeia do Brejo Fundeiro; Sítio oficial: http://adr-amigosdaramboia.blogs.sapo.pt/

Brejo Fundeiro é uma aldeia portuguesa pertencente à freguesia e ao concelho de Vila de Rei, no distrito de Castelo Branco e à sub-região estatística portuguesa do Pinhal Interior Sul, com cerca de 0,23 km² e com cerca de 30 habitantes aproximadamente, sendo que a maioria das habitações que se encontram nesta terra são de uso sazonal. Está situada na parte sul do concelho e implantado numa encosta, virado ao sul em forma de presépio.
Encontra-se a cerca de 4 km de Vila de Rei.
Possui um edifício de uma antiga escola primária, decidido vender pela Câmara Municipal de Vila de Rei, em hasta pública.

## História
Brejo é o nome dado a áreas que possuem geralmente terrenos muito férteis, onde os rios se conservam mais ou menos em permanência. É um lugar baixo e frio.
Em relação ao nome fundeiro, este é devido ao facto de existir outra aldeia com o nome Brejo mais acima… portanto ficaram então as aldeias de Brejo Cimeiro e Brejo Fundeiro.
Embora se não saiba muita coisa quanto à sua origem, tudo leva a crer, que o Brejo à semelhança de muitas outras povoações em Portugal, teve a sua origem aquando da concessão dos forais, que se destinavam a promover o povoamento do território. O foral era um documento elaborado e assinado pelo Rei, onde era assegurado aos novos povoadores a sua defesa, bem como a concessão de alguns privilégios. Sabemos que o foral dado a Vila de Rei por D. Dinis, aconteceu a 19 de Setembro 1279, desconhecendo-se se nesta data o Brejo Fundeiro já existia.
Pelos achados arqueológicos encontrados em algumas escavações levadas a cabo por alguns arqueólogos, sabe-se que a região de Vila de Rei já seria habitada pelo menos desde o tempo dos Romanos. Por isso sou de opinião que o aparecimento de algumas povoações já remontem a essa época e outras após a concessão dos forais.
A data mais antiga conhecida é 1724. Por isso, nesta data já o Brejo existiria há muitos e muitos anos, mas tudo leva a crer  que era ainda uma pequena povoação.

### "Indústrias Caseiras" que aqui existiram
Existiram ao longo do ribeiro do Brejo Fundeiro, nada mais nada menos que onze moínhos, todos eles movidos pela força da água. Oito, são propriedade dos habitantes desta povoação, tendo algumas famílias parte em mais do que um. Existia um outro situado no ribeiro do Pisão,  também propriedade de alguns habitantes do Brejo Fundeiro. Os restantes três do total de onze a que acima faço referência, são propriedade dos habitantes de Cercadas e Cabecinha. Era neles que se transformava o milho e outros cereais em farinha, com a qual se fazia a broa de milho, muito consumida em épocas anteriores, e ainda hoje muito apreciada por algumas pessoas. Todos eles estão desactivados e em ruínas ou para lá caminham, excepto dois. Um deles creio que ainda faz farinha. Estes moinhos só trabalhavam no Outono e Inverno ou parte da Primavera, período em que a água não era necessária para regar as culturas.
Existia um lagar de azeite ao fundo da povoação, movido também pela água, primeiro de vara, e depois com prensa, accionada manualmente, para prensar as massas resultantes da trituração da azeitona, donde se extraía a água russa de mistura com o azeite, os quais eram depois separados por decantação com o auxílio de água quente. Também este lagar está num adiantado estado de ruínas. Ainda se podem ver algumas das tulhas onde era depositada a azeitona até ser transformada.
Existiu um outro lagar de azeite, também este em ruínas, situado na confluência do ribeiro de Cercadas com o de Brejo Fundeiro, movido com água canalizada a partir do ribeiro do Brejo, lagar que ultimamente pertencia aos habitantes de Cercadas e Cabecinha.
Existiu um forno para fazer telha, - telha mourisca ou de meia cana -, que era utilizada para cobrir as habitações e outras infraestruturas. Ainda hoje se pode ver esta telha em algumas casas de habitação e arrecadação. Este forno situava-se no local da Chãnzinha, cerca de 1 km a norte do Brejo. Também este  forno está em ruínas.
As habitações mais antigas, são todas construídas em pedra e rebocadas com cal. A pedra provinha de uma pedreira situada no local da Chãnzinha, proximidades do acima citado forno de telha, e era transportada à cabeça por mulheres até ao local da casa a construir. As madeiras para as habitações provinham dos “matas” circundantes e eram transformadas manualmente por serradores braçais. Primitivamente castanheiro, e mais tarde pinheiro e eucalipto.
Existiu também uma oficina de ferreiro  que cessou sua actividade por volta de 1950, quando o seu proprietário, migrou para outra zona do país.

### Comércio
Apenas existiram dois estabelecimentos comerciais aí por volta dos anos 1970. Estabelecimentos mistos de mercearia e taberna, que bastavam às necessidades básicas da população.

### Divertimentos / Passatempos / Usos e costumes
Em tempos  mais recuados, os homens divertiam-se com um jogo, chamado o jogo da porca, que consistia em desalojar com um pau, uma pinha de pinheiro que ficava alojada num dos buracos escavados no chão que cada parceiro de jogo possuía. A bola de trapos que fácilmente se estragava, e na falta desta, uma pinha também servia. Como não havia cafés, durante a semana a rapaziada juntava-se à noite num determinado local da povoação, onde se contavam algumas milongas e outras aventuras, e alguns fumavam as suas cigarradas fora do alcance da vista do “velho”. Isto no verão. No inverno quando as noites eram grandes, costumávam agrupar-se e fazer bancos tecidos com junça torcida, que depois vendíam para angariar alguns magros tostões para as nossas pequenas extravagâncias. As raparigas juntavam-se numa casa não habitada para fazerem renda ou croché, e nós também íamos até lá, já que alguns tinham o seu namorico.
	Na noite de 5 de Janeiro, véspera de dia de Reis, iam cantá-los às portas dos vizinhos afim de angariar alguns produtos, principalmente enchidos, com os quais no dia de Reis (6 de Janeiro), as raparigas confecçionavam a ceia, composto por sopa, geralmente canja de galinha, seguida dum bom cozido, bem adubado como convinha e servido com os enchidos recolhidos na véspera e regado com bom vinho. A refeição era confecçionada numa das eiras existentes, e depois servida a todos os rapazes e raparigas em mesas préviamente montadas para esse efeito na cabana dessa eira. Aí confraternizávamos todos num ambiente de grande alegria, camaradagem e respeito, ao qual se seguia um bailarico que se prolongava até  às tantas da madrugada.
	Aos domingos, nem todos, ou em dias especiais, havia bailarico abrilhantado por uma concertina ou um gravador de cassetes, e na falta destes, até uma simples flauta, servia para o pessoal se divertir. Nos domingos em que havia festa ou feira em Vila de Rei, ou nalguma das povoações mais próximas, lá iam, a pé é claro, porque transportes não havia.

## Geografia

### Orografia
O Brejo Fundeiro situa-se numa zona de montanha e caracteriza-se por um terreno bastante clivoso, dando origem a uma rápida escorrência da água da chuva que arrasta consigo os nutrientes que fertilizam o solo. Daí resulta o empobrecimento e arrastamento dos mesmos, e uma rápida evaporação da humidade. Por isso a agricultura é feita em socalcos, sendo por esse facto necessário erguer paredes ou taludes para a retenção das terras.
Em virtude do acentuado declive que se verifica, a água da chuva não é convenientemente absorvida nem retida no subsolo, dando origem a um rápido e turbulento escoamento da mesma. Embora o Brejo Fundeiro se encontre numa zona de montanha, a altitude média dos seus montes circundantes não ultrapassa os 400/500 metros, sendo o mais alto o Cabeço da Camarinha onde está implantado um “Picoto” (marco geodésico). Os outros montes que circundam o Brejo são: o Cabeço do Lameiro, o Cabeço das Vinhas, o Cabeço das Cercadas e o Cabeço Alto.

### Hidrografia
No vale e junto à povoação, corre um ribeiro conhecido por Ribeiro do Brejo Fundeiro, de caudal variável consoante a estação do ano. Tem a sua nascente, – ou melhor dizendo –, o seu início em Vila de Rei, na rotunda próximo dos Bombeiros, e desagua na ribeira do Codes frente à Matagosa, preenchida neste local pela Barragem do Castelo do Bode, bem assim com a parte final do curso do Ribeiro do Brejo Fundeiro.
Tem este ribeiro como afluente, o Ribeiro das Cercadas, que tem o seu início muito próximo do Ribeiro do Brejo Fundeiro, mas correndo para outro vale paralelo, indo aumentar o seu caudal já na parte final do seu percurso. Existem ainda alguns regatos que contribuem também para aumentar o seu caudal, o que por vezes provoca algumas enxurradas.
Resumindo: as águas do Ribeiro do Brejo fazem o seguinte percurso: depois de percorrer cerca de dez quilómetros, desagua na Ribeira do Codes frente à Matagosa, que por sua vez desagua no Rio Zêzere, no local conhecido por Casal da Barca, ( povoação submersa  pela Barragem do Castelo do Bode), o Rio Zêzere no Rio Tejo frente a Constância, e o Rio Tejo no Oceano Atlântico frente a Cascais como é sobejamente conhecido.

### Clima
O clima é do tipo mediterrâneo com influências continentais. Os verões são bastante quentes, com temperaturas que excedem em muito os 30 graus cent., e os invernos consideravelmente frios, com temperaturas mínimas negativas, registando assim uma elevada amplitude térmica. Por se situar numa encosta virada ao sul, fica um pouco mais  ao abrigo dos ventos frios, do norte e nordeste.

### Flora
No coberto vegetal predomina o pinheiro bravo, eucalipto e oliveira. O coberto arbustivo é composto maioritariamente por urze, tojo, carqueja, rosmaninho, lentrisca, esteva, giesta e medronheiro, havendo muitas outras espécies mas em menor quantidade, tais como o feto.

### Fauna
Existem várias espécies tais como: javalis, raposas, coelhos, lebres, toirões, caçarrabos, etc. Quanto ao grupo das aves residentes, temos: perdizes, águias, mochos, corujas, gaios, corvos, melros, pintassilgos, tentilhões, milheiras, pardais, chapins, toutinegras, arvéloas, felosas, ferreiros, sobe sobe, pica-paus, gaviões, poupas, carriças, etc. Aves migratórias ou sazonais, temos: andorinhas, rolas, cucos, milheirós, rouxinóis, tordos, verdelhões, piscos, galegos, etc., e ultimamente mais algumas espécies cujo nome ignoro. No ribeiro que passa junto ao Brejo, há apenas uma espécie de peixe, o bordalo. Em tempos mais recuados existiu a enguia de água doce. Na barragem de Castelo de Bode que  fica bastante próxima, e cujas águas da sua represa, banham a parte sul e oeste do concelho de Vila de Rei, existem o achigâ, a carpa, a perca, o barbo, o bordalo a boga, o sável, a enguia, etc., e uma grande panóplia de lagostins.

## Património
O IGESPAR referência a existência de património arqueológico, nomeadamente uma mina.

## Cultura e Desporto
- Associação Cultural Desportiva e Recreativa de Brejo Fundeiro[4][5][6]